# Even Pellerud
Even Jostein Pellerud (Brandval, 15 luglio 1953) è un allenatore di calcio ed ex calciatore norvegese, di ruolo centrocampista.

## Carriera

### Giocatore

#### Club
Pellerud giocò, tra le altre squadre, per Vålerengen e Kongsvinger.

### Allenatore
Una volta ritiratosi, fu allenatore dello stesso Kongsvinger. Dal 1989 al 1996 fu commissario tecnico della Nazionale femminile norvegese, che condusse alla medaglia d'argento nel campionato mondiale 1991, alla vittoria finale dell'edizione 1995 e alla medaglia di bronzo ai Giochi Olimpici del 1996. Nel 1997 fu tecnico del Lillestrøm, assieme a Per Brogeland. Fu però esonerato da questa posizione. Dal 1998 al 2009 fu allora commissario tecnico della Nazionale femminile canadese. Nel 2003, portò la formazione al quarto posto finale del campionato mondiale 2003. Condusse poi la squadra al 5º posto finale ai Giochi Olimpici del 2008. A dicembre 2008, annunciò l'abbandono della sua posizione, poiché il suo contratto era in scadenza. In seguito, diventò commissario tecnico della Nazionale femminile trinidadiana. Il 6 dicembre 2012, firmò un contratto quadriennale con la Norges Fotballforbund, tornando così ad allenare la Nazionale femminile, sostituendo Eli Landsem. Il 12 agosto 2015 rassegnò le proprie dimissioni dall'incarico.